# Rouge Adolescence
『Rouge Adolescence』（ルージュ・アドレッセンス）は、ELISAの2作目のオリジナルアルバム。2010年1月20日にジェネオンエンタテインメントから発売された。

## 概要
- アルバムタイトルは英語で「赤い青年期」を意味する。
- 初回盤には、それまでに発売されたインタビューやライブ映像が収録された特典DVDが付属する。
- 3曲目に収録されている「Real Force」は後にシングルカットされ、2月24日に発売された。

## 収録曲
1. Prologue of Rouge Adolescence
作曲・編曲：川井憲次
2. Wonder Wind
作詞：六ツ見純代、作曲：田代智一、編曲：前口渉
  - TVアニメ『ハヤテのごとく!!』前期オープニングテーマ
3. Real Force
作詞：六ツ見純代、作曲・編曲：菊田大介（Elements Garden）
  - TVアニメ『とある科学の超電磁砲』後期エンディングテーマ
4. Dear My Friend -まだ見ぬ未来へ-
作詞：春和文、作曲：渡辺拓也、編曲：大久保薫
  - TVアニメ『とある科学の超電磁砲』前期エンディングテーマ
5. Snowy Bell
作詞：酒井伸和、作曲・編曲：天門
6. 凛々と
作詞：西田恵美、作曲・編曲：菊田大介
7. Absolute Perfection (Interlude)
作曲：しほり、編曲：大久保薫
8. Waterland
作詞：岩里祐穂、作曲：柳田しゆ、編曲：大久保薫
9. 聖櫃のプロフェシア
作詞・作曲：志倉千代丸、編曲：水野大輔
10. Absolute Perfection
作詞：西田恵美、作曲：しほり、編曲：大久保薫
11. 慈しみのボレロ
作詞：Satomi、作曲：Shusui、編曲：前口渉
12. Epilogue of Rouge Adolescence
作曲・編曲：川井憲次